# Giovo
Giovo est une commune italienne d'environ 2 500 habitants située dans la province autonome de Trente dans la région du Trentin-Haut-Adige.

## Administration
| Période                                  | Période | Identité | Étiquette | Qualité |
| ---------------------------------------- | ------- | -------- | --------- | ------- |
|                                          |         |          |           |         |
| Les données manquantes sont à compléter. |         |          |           |         |

### Hameaux
Verla (capoluogo), Ville, Palù, Valternigo, Ceola, Masen

### Communes limitrophes
Les communes limitrophes sont  Albiano, Cembra Lisignago, Lavis, Mezzocorona, Salorno sulla Strada del Vino, San Michele all'Adige et Trente.

## Personnalités
- Aldo Moser (1934-2020), coureur cycliste
- Diego Moser, coureur cycliste
- Enzo Moser, coureur cycliste
- Francesco Moser, coureur cycliste
- Gilberto Simoni, coureur cycliste